# Manoir de Venevelles
Le manoir de Venevelles, ou château de Venevelles, est un manoir datant du XVe siècle situé sur la commune de Luché-Pringé, dans le département de la Sarthe, en France. Installé dès le XIe siècle au fond de la vallée de l'Aune, au pied d'une colline boisée, le manoir est reconstruit après la guerre de Cent Ans par la famille d'Espaigne. Sous l'impulsion d'Henri-Paul d'Espaigne et Suzanne Le Vasseur, il devient vers le milieu du XVIIe siècle un haut lieu du calvinisme en Anjou.

## Historique

### Les origines du château

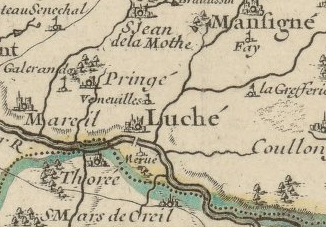
Localisation de Venevelles sur la carte de la généralité de Tours éditée par Hubert Jaillot en 1711.

Situé aux confins du Maine, de l'Anjou et de la Touraine, Venevelles est implanté au pied d'une colline boisée qui était autrefois l'emplacement d'un castrum romain. Par sa position en bord de rivière et le long d'une voie romaine qui reliait Saint-Jean-de-la-Motte au Lude, Venevelles défend l'accès à la vallée du Loir. Le nom de Venevelles est issu du gaulois verna, qui signifie « aulne », et de val, « vallée ». Ce nom de « vallée des aulnes », ou « vallée de l'aulne » proviendrait de l'emplacement du site au bord de la rivière l'Aune.
L'origine des premiers propriétaires de la terre de Vénevelles est méconnue. À la fin du XIe siècle, elle appartient à Algerius de Venevelles, moine de l'abbaye Saint-Aubin d'Angers, dont dépendait le prieuré de Luché. Herbert d'Espaigne, modeste seigneur originaire de Saint-Gervais-en-Belin est probablement le premier d'Espaigne à s'installer à Venevelles. Il apparait à la fin du XIIIe siècle comme seigneur de Venevelles, d'Aunay et de Coullaines. Les d'Espaigne demeurent propriétaires des lieux jusqu'à la Révolution, et ce sont eux qui reconstruisent le château après la guerre de Cent Ans. Marie de Pons, fille de Jacques de Pons, baron de Mirambeau, et de Champniers en Périgord, et de Marie de La Porte, dame de Champniers et du Chambon, épousa en premières noces, Paul d'Espeigne, seigneur de Vennevelles et de Coulaines; puis en secondes noces Marie, épousa Gédéon de Pressac, seigneur de Pressac et de Lioncel.

### Période moderne
L'importance et la renommée de Venevelles grandit au XVIIe siècle sous l'impulsion d'Henri-Paul d'Espaigne. Gentilhomme de la Chambre du roi, il participe au siège de Belfort aux côtés du maréchal Henri de La Ferté-Senneterre, puis devient gouverneur de la ville. La terre de Venevelles est alors érigée en marquisat en sa faveur en 1654. Henri-Paul d'Espaigne se marie en 1643 à Suzanne Le Vasseur, héritière des seigneurs de Cogners. Tous les deux fervents défenseurs de la « Religion Protestante Réformée », ils font de Venevelles un des centres calvinistes les plus actifs de la région, et envoient leurs enfants étudier à l'académie de Saumur. En souvenir de cette époque, la tour sud-est du château est surnommée la « Huguenotière ». Venevelles devient le lieu de rencontre privilégié des groupes protestants des environs, comme ceux de Pringé, Mansigné ou Dissé.
Henri-Paul d'Espaigne et Suzanne Le Vasseur poursuivent la transformation du château et font de la maison forte de la fin du XVe siècle une construction au goût de l'époque. Si on ne peut être certain qu'ils aient construit les deux pavillons de style Louis XIII qui encadrent les communs, il est prouvé que ce sont eux qui ont construit celui situé au sud (daté de 1652 et probablement réalisé par l'architecte du Lude Jean Hérault)[réf. incomplète]. Ils font remanier la maison en profondeur, supprimant un étage intérieur pour créer un étage noble avec une grande hauteur sous-plafond, font édifier un escalier d'honneur puis ériger un pont-levis pour accéder au parc. Ce dernier a sans doute été réalisé en 1650 par un certain Gaspard Dauphin entrepreneur de jardins à Courcelles[réf. incomplète]. Les travaux se poursuivent après la mort du marquis, en 1656, sous la direction de son épouse, Suzanne Le Vasseur. Ruinée, elle cède peu avant sa mort le domaine à son fils, qui doit se séparer de près de la moitié des biens affermés de la terre de Venevelles pour couvrir les créances. L'activité protestante de Venevelles se poursuit, ce qui entraîne l'occupation du château par les dragons du roi en 1686.
Ayant finalement abjuré la religion protestante, les d'Espaigne se distinguent au XVIIIe siècle en servant aux armées. Deux d'entre eux sont faits chevaliers de l'Ordre de Saint-Louis. Seigneur de Venevelles à l'aube de la Révolution, Henri-Jacques d'Espaigne de Venevelles émigre comme de nombreux nobles et rejoint l'armée de Condé. Le château de Venevelles est vendu comme bien national en 1799 au citoyen Jouanneau. Veuve d'Henri-Jacques d'Espaigne, Alexandrine-Thérèse de Nieul parvient à racheter le domaine en 1802, mais le revend cinq années plus tard face aux lourdes dépenses que nécessite l'entretien du château.

### Époque contemporaine
En 1807, l'acquéreur est Armand Constant Lebaigue, issu de la bourgeoisie parisienne et qui devient par la suite maire de Luché. À sa mort en 1859, sa petite-fille, Marie Louise de Boucher, épouse de Jacques de Chabot[réf. nécessaire](Ref Norbert Dufourcq : Nobles et paysans aux confins du Maine et de l'Anjou : La seigneurie de Venevelles)., hérite de son domaine et le vend au marquis de Brémond en 1887. Les Brémond vivent peu à Venevelles et louent parfois le château, avant de le céder à un notaire de La Flèche en 1920, qui le revend lui-même quatre années plus tard à une marchande de biens. Un peintre japonais, Toyosaku Saïto, en fait l'acquisition en 1926 et s'y installe avec sa femme. Le musicologue et organiste Norbert Dufourcq devient propriétaire du château de Venevelles en 1955, puis obtient son inscription au titre des monuments historiques le 21 janvier 1963. Comme le rappelle une plaque inaugurée par le Préfet de la Sarthe et disposée dans l'entrée du château, pendant près de trente ans les époux Dufourcq vont se passionner pour Venevelles, entreprendre d'importantes restaurations et véritablement sauver l'édifice[réf. nécessaire]. À la fin de sa vie, grâce à la découverte d'archives locales, Norbert Dufourcq rédigera son dernier livre :  Nobles et paysans aux confins du Maine et de l'Anjou : La seigneurie de Venevelles.  Travail d'historien, reposant d'importantes recherches, cet ouvrage préfacé par Jean Favier, est la principale source d'information sur la seigneurie de Venevelles.

## Description

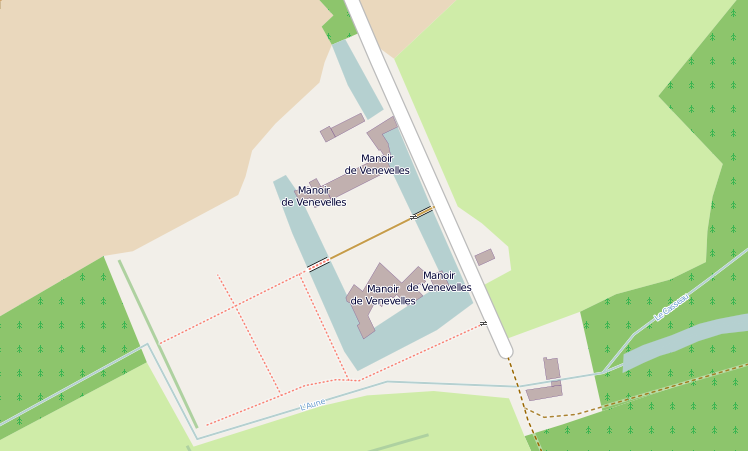
Plan du manoir de Venevelles et de ses environs.

Le manoir de Venevelles est installé au fond d'une vallée orientée est-ouest, au pied d'une colline boisée, à la confluence de la rivière l'Aune et de son affluent le Casseau. Le manoir est entouré de larges et profondes douves, alimentées par les eaux de la rivière et dont le niveau est régulé par un moulin placé à quelques mètres en amont du manoir. Il est défendu par un double plan d'eau : douves entourant le quadrilatère sur lequel les bâtiments sont construits; et ruisseau lui-même, qui ceinturait complètement cette première organisation de défense par déplacement du lit de la rivière, sans doute au Haut Moyen Âge. Au premier tiers du siècle (entre 1810 et 1846, dates fournies par les cadastres), les branches nord des douves et de la rivière ont été comblées.
Bien que les seigneurs de Venevelles soient mentionnés depuis la fin du XIe siècle, aucun vestige du château primitif ne se retrouve dans l'édifice actuel. La construction du manoir date pour l'essentiel de la fin du XVe siècle. Il se compose d'un logis central, édifié entre 1460 et 1480, disposé en équerre et encadré par deux tourelles, l'une orientée nord-ouest, l'autre, surnommée la « Huguenotière », orientée sud-est. Deux bâtiments annexes y sont ajoutés au début du XVIe siècle, dont l'un comporte une chapelle bénie en 1503 par le cardinal de Luxembourg, évêque du Mans. La chapelle compte deux voûtes d'ogive de style Plantagenêt. Les quatre pavillons d'angle sont édifiés au XVIe et XVIIe siècles.
Située au nord du logis central, dont elle est séparée par la vaste cour d'honneur, la ferme, édifiée au cours du XVIe siècle, est un long bâtiment accosté de deux pavillons d'angles. Le portail d'entrée, autrefois muni d'un pont-levis, date de 1720 et a certainement remplacé une poterne fortifiée du XVe siècle. Un second portail surmonte la douve ouest qui sépare la cour d'honneur d'un parc à la française. Construit en 1657, il compte sur ses deux piliers les initiales de Paul-Henri d'Espaigne et de Suzanne Le Vasseur.
Plusieurs sources attestent l'existence d'un vaste réseau de galeries souterraines, dont l'une pouvait relier le manoir de Venevelles au château de la Grifferie, également situé sur la commune de Luché-Pringé.

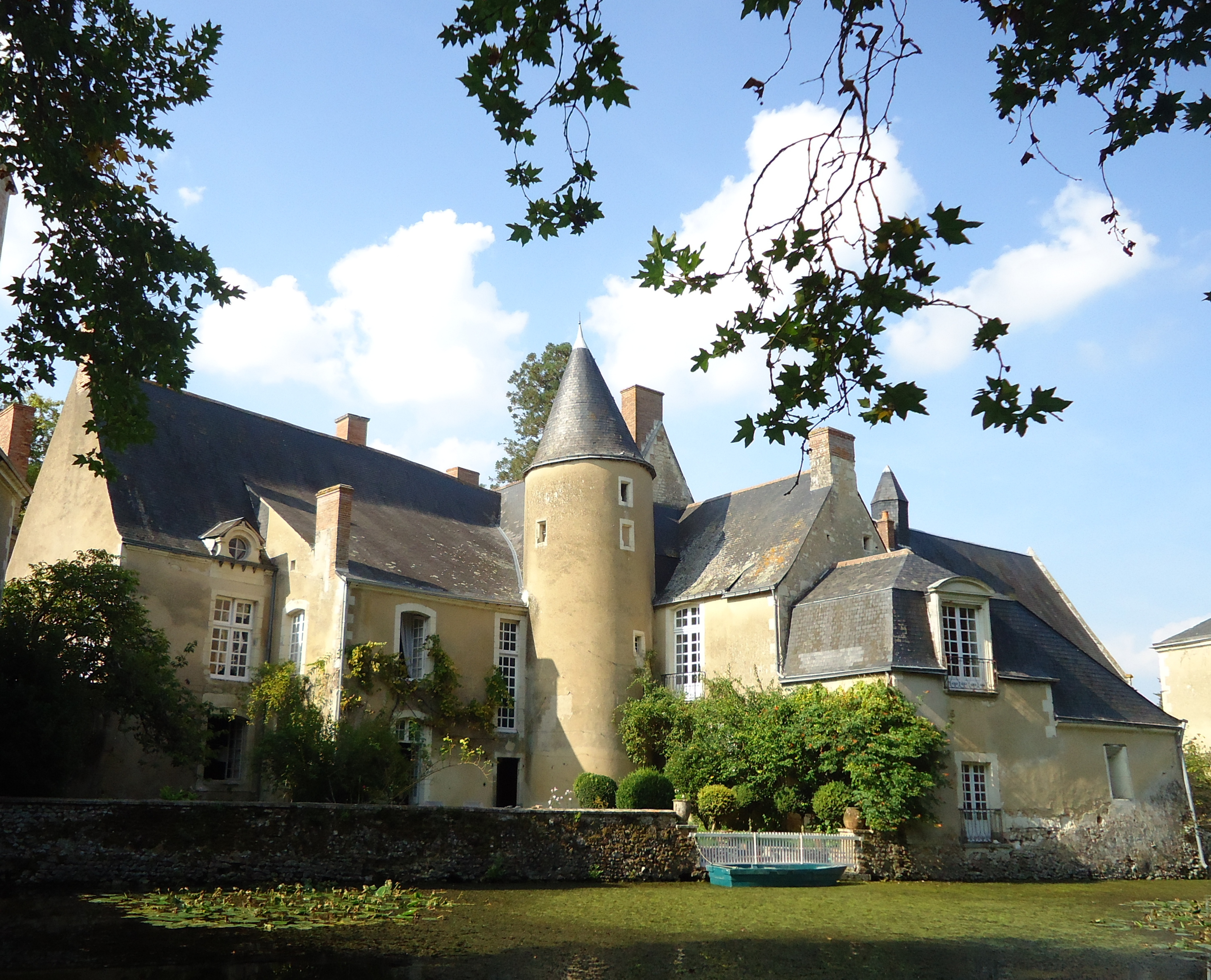
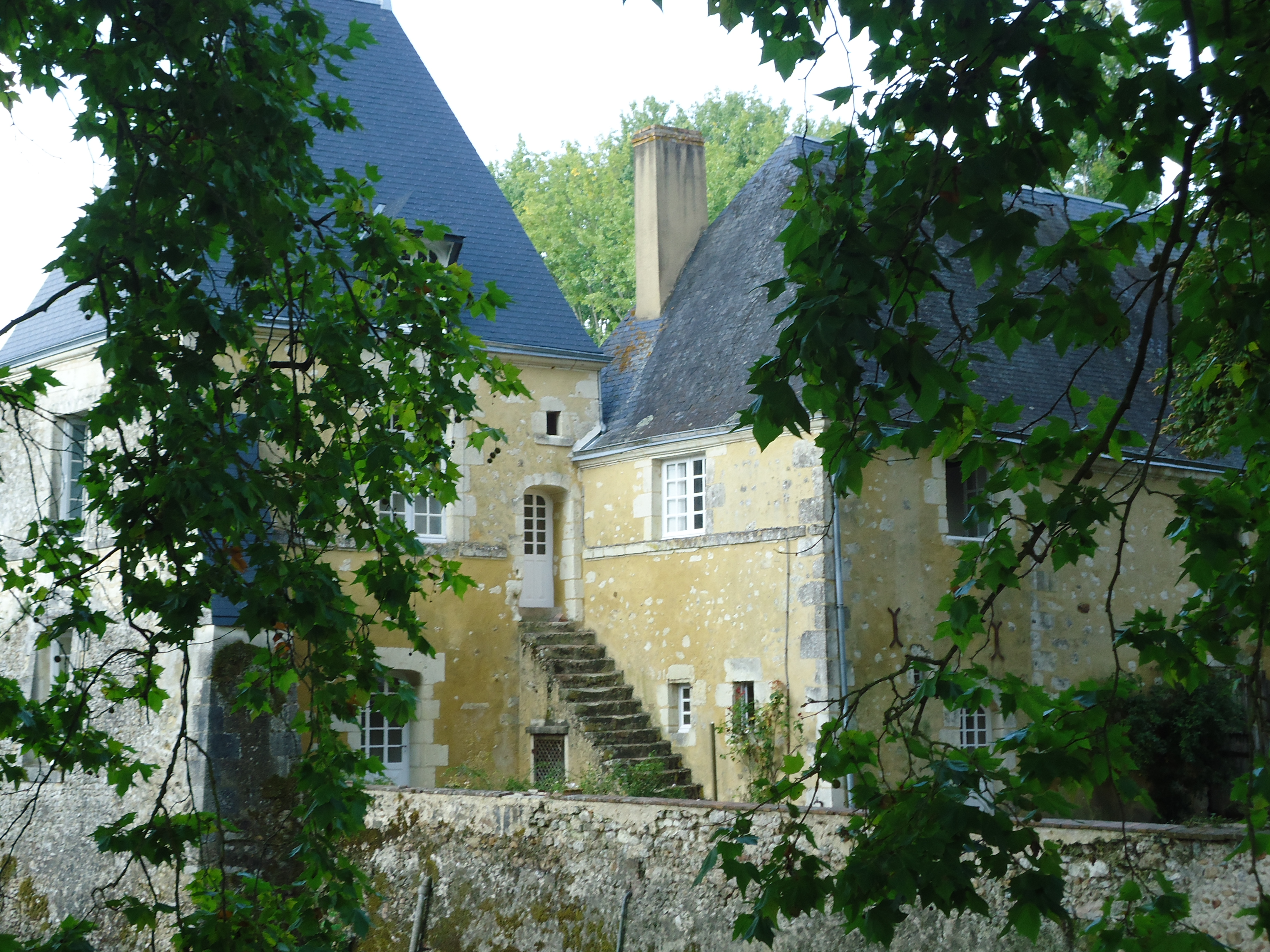
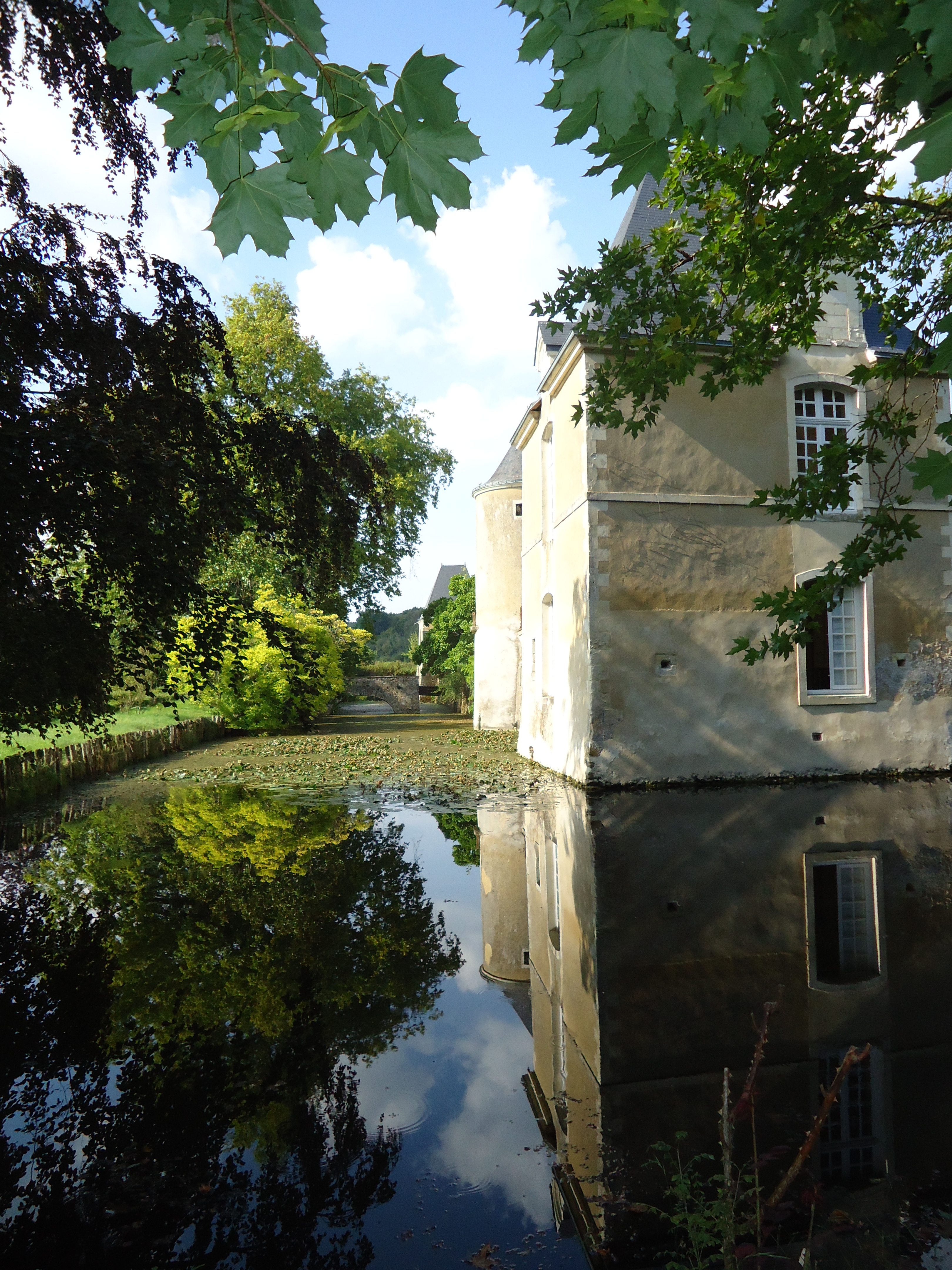

### Nobles et paysans aux confins de l'Anjou et du MaineNorbert Dufourcq
- Norbert Dufourcq, Nobles et paysans aux confins de l'Anjou et du Maine : La seigneurie de Venevelles, Paris, Picard, 1988, 214 p. (ISBN 2-7084-0349-4)

1. 1 2 3  p. 21.
2. ↑  p. 15.
3. ↑  p. 27.
4. ↑  p. 29.
5. 1 2  p. 39.
6. ↑  p. 43.
7. 1 2  p. 54.
8. ↑  p. 116.
9. ↑  p. 117.
10. ↑  p. 151.
11. ↑  p. 152.
12. ↑  p. 153.

### Autres références
1. ↑  Philippe Seydoux, Châteaux et Manoirs du Maine, Paris, Éditions de la Morande, 1988, 128 p. (ISBN 2-902091-18-4), p. 120.
2. 1 2  Schilte 1991, p. 209.
3. 1 2 3 4 5  Schilte 1991, p. 206.
4. 1 2  Nobles et paysans aux confins de l'Anjou et du Haut-Maine. La seigneurie des d'Espaigne de Venevelles, Norbert Dufourcq, Picard, 1988, 214 pages, page ?,  (ISBN 2-7084-0349-4)
5. ↑  Schilte 1991, p. 210.
6. 1 2 3  Schilte 1991, p. 211.
7. ↑  « Manoir de Venevelles », notice no PA00109785, sur la plateforme ouverte du patrimoine, base Mérimée, ministère français de la Culture
8. ↑  Schilte 1991, p. 208.
9. ↑  « Château de Venevelles », sur le site de l'Inventaire du patrimoine des Pays de la Loire (consulté le 30 novembre 2013).
10. ↑  Collectif, Autrefois chez nous : Les histoires, les coutumes, les curiosités de nos villages, Luché-Pringé, Association Autrefois chez nous, 1998, 318 p. (ISBN 2-9513033-0-0), p. 303-306.